# 환도상어속
환도상어속(Alopias)은 악상어목에 속하는 대형 상어 속의 하나이다. 환도상어과(Alopiidae)의 유일속으로 3종을 포함하고 있다. 전 세계의 모든 온대 및 열대 바다에서 발견된다.

## 분류
환도상어속의 학명 "알로피아스"(Alopias)는 여우를 의미하는 그리스어 단어 알로펙스(alopex)에서 유래했다. 그래서 일부 학자들은 흰배환도상어(긴꼬리상어 또는 커먼환도상어 또는 진환도상어, 학명: Alopias vulpinus)를 여우상어로도 부른다. 영어의 일반명 "트레셔"(thresher)와 한국어 명칭 "환도"는 타작기(thresher) 또는 환도(環刀) 칼 모양을 닮은 이 상어의 꼬리 또는 꼬리지느러미 그리고 몸의 형태때문에 붙여진 이름이다.
현존하는 환도상어 3종 모두 환도상어속(Alopias)에 속한다. 그동안 제4의 종으로 추측해 왔던 미확인 종이 1995년 블레이즈 이트너(Blaise Eitner)에 의한 이형효소 분석을 통해 밝혀졌다. 이 종들은 바하칼리포르니아주에서 떨어진 동태평양에서 발견되었고, 큰눈환도상어로 잘못 알려졌었다. 그러나 현재까지는 힘줄 표본만이 존재하며, 형태를 파악할 만한 그 어떤 자료도 없다.
- 환도상어 (Alopias pelagicus) Nakamura, 1935
- 큰눈환도상어 (Alopias superciliosus) (Lowe, 1841)
- 흰배환도상어 (Alopias vulpinus) (Bonnaterre, 1788)

## 계통 분류와 진화
시토크롬 b 유전자에 기초하여, 1997년 마틴(Martin)과 나일러(Naylor)는 환도상어속이 돌묵상어과와 악상어과를 포함하는 분류군과 단계통적인 자매군 관계를 형성한다고 결론지었다. 그 다음에 넓은주둥이상어(Megachasma pelagios)를 이 분류군과 밀접한 관계에 있는 것으로 분류했지만, 이 종들의 계통발생학적 위치가 확정적인 것은 아니었다. 이 해석은 1991년 형태학적 특징에 기반을 둔 컴파뇨(Leonard Compagno)의 연구, 그리고 2005년 시마다(Shimada)의 치열 분석에 의한 분지학적인 분석을 통해 확인되었다.
에이트너(Eitner)는 1995년 이 과에 속하는 상어들의 이형효소 분석을 통해, 흰배환도상어가 가장 기초적인 기저 분류군에 속하며, 미기록 상태인 4번째 알로피아스(Alopias) 종을 포함하는 분류군 그리고 큰눈환도상어와 환도상어를 포함하는 계통군을 포함하여 자매 관계에 있다는 사실이 발견되었다. 그러나 미기록 4번째 종의 분류학적 위치는 유일한 표본 상에서 단일한 공통파생형질(두 분류군 이상에서 공통으로 나타나는 파생형질)에만 기초하고 있기 때문에 분류학적 위치는 일부가 여전히 불확실한 상태에 놓여 있다.

## 분포 및 서식지
가끔은 얕은 근해에 나타나기도 하지만, 환도상어류는 원래 원양에 사는 상어이다. 밖으로 열려 있는 외해(外海)를 좋아하며, 위험을 무릅쓰고 500m 아래까지 잠수하기도 한다. 흰배환도상어는 대륙붕의 해안가 바다에서 흔히 발견되는 경향이 있다. 흰배한도상어는 북태평양의 북아메리카와 아시아의 대륙붕을 따라 흔하게 발견되지만, 중앙태평양과 서태평양에서는 드물게 발견된다.
큰눈환도상어와 원양환도상어는 수온이 좀더 따뜻한 중앙태평양과 서태평양의 바다에서 더 흔하게 발견된다. 걸프 만에 있는 비피(BP)사의 마콘도(Macondo) 유정의 해저 분출공을 감시하는 원격 조정되는 무인 해중 작업 장치(ROV) 중 하나에서 먹이를 주는 환도상어가 라이브 비디오를 통해 관찰된 바 있다. 이것은 이전에 환도상어가 사는 한계 수심으로 생각했던 500m보다 훨씬 깊은 것이었다.

## 해부학적 형태 및 외관

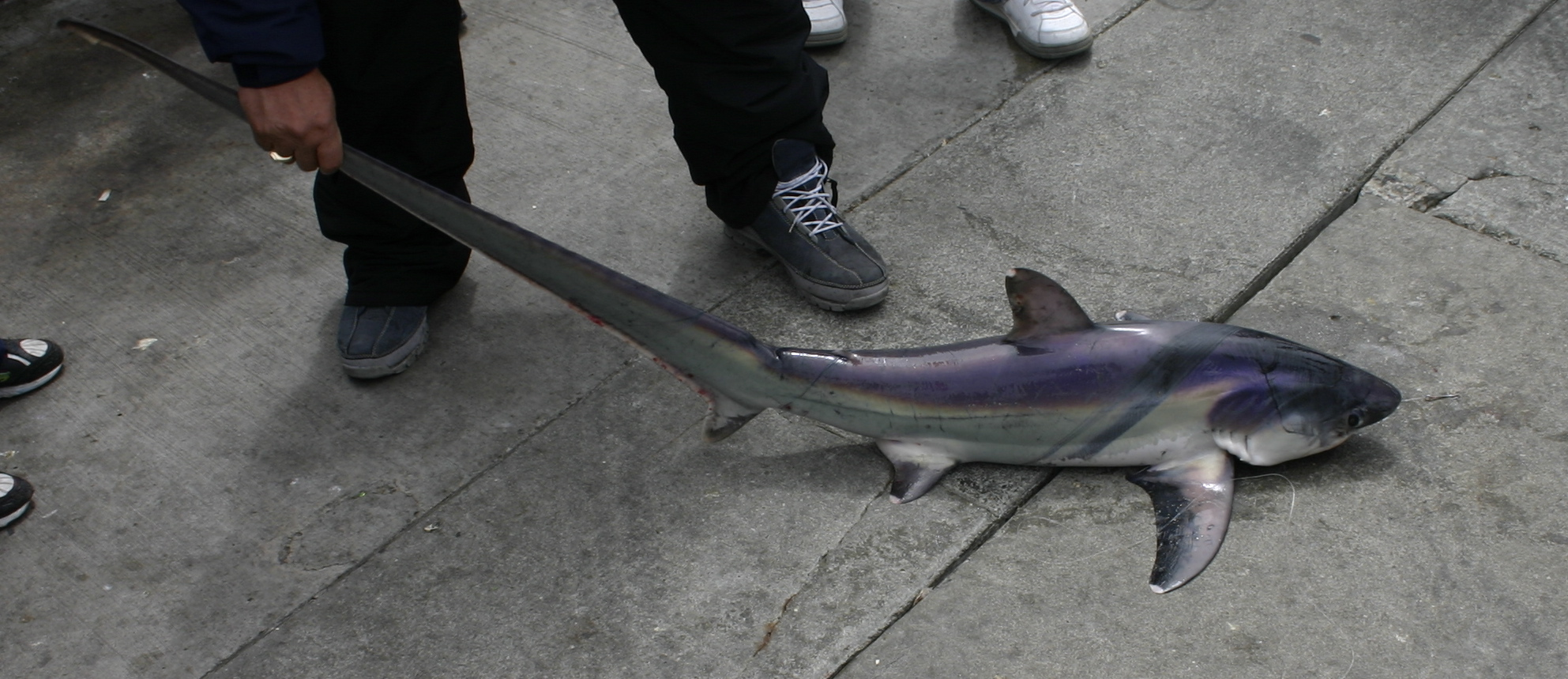
캘리포니아 퍼시피카 부두에서 붙잡힌 자줏빛의 작은 환도상어

타작기(thresher) 또는 환도(環刀) 칼 모양을 닮은 이례적으로 긴, 이 상어의 꼬리 또는 꼬리지느러미(전체 몸길이만큼 긴)때문에 쉽게 구별할 수 있는 환도상어류는 활동적인 포식자들이다. 실제로 꼬리를 사용하여 먹잇감을 기절시킨다. 환도상어류는 짧은 머리와 원뿔 모양의 코를 갖고 있다. 일반적으로 입은 작고, 이빨은 크기가 작은 것부터 큰 것까지 다양하다. 3종의 환도상어 중에서 가장 큰 종은 흰배환도상어(Alopias vulpinus)로 몸길이는 6.1m, 몸무게는 500kg이상까지 달한다. 그 다음은 큰입환도상어(Alopias superciliosus)로 몸길이는 4.9m에 이르며, 가장 작은 종은 원양환도상어(Alopias pelagicus)로 3m정도이다.
환도상어류는 상당히 날씬하며, 등지느러미는 작고 가슴지느러미는 크고 뒤로 휘어져 있다. 큰입환도상어를 제외하고, 환도상어류는 머리 앞쪽에 자리잡은 비교적 작은 눈을 갖고 있다. 몸 색깔은 갈색, 푸른 빛을 띠거나 배쪽으로 자줏빛의 잿빛을 연하게 띠고 있다. 이 3종은 등 쪽의 피부 색깔을 통해 대략적으로 구분할 수 있다. 흰배환도상어는 암녹색, 큰눈환도상어는 갈색, 원양환도상어는 일반적으로 청색을 띤다. 채광이나 해수의 투명도에 따라 관찰자에게 어느 정도 영향을 줄 수 있지만, 이 색깔 테스트는 일반적으로 다른 특징을 검사했을 때에도 지지된다.

## 먹이
환도상어류가 주로 먹는 먹이는 원양에 사는 스쿨링 어류(전갱이류, 다랑어 치어, 고등어류)와 살오징어류, 갑오징어류 등이다. 환도상어류는 수심이 낮은 물에서 이 어류 떼를 따라 다니는 것으로 알려져 있다. 갑각류나 바닷새 일부를 먹기도 한다.

## 습성
환도상어류는 군거 생활을 하지 않는 독거성 동물이다. 인도양의 환도상어 개체군은 암수에 따라 수심과 공간별로 분리되는 것이 알려져 있다. 모든 종은 고도 회유 또는 해양 회유 서식을 하는 것으로 유명하다. 스쿨링 어류를 사냥할 때, 환도상어류는 물을 때려 사냥감을 기절시키는 것으로 알려져 있다. 이 가늘고 긴 꼬리는 작은 물고기를 찰싹 때리는 데 사용하며, 먹이를 먹기 전에 기절시킨다. 환도상어류는 돌고래처럼 몸 방향을 바꾸는, 물 위로 완전히 뛰어오르는 몇 안되는 상어 종의 하나로 알려져 있으며, 이 행동은 브리칭(Breaching)이라 불린다.

## 온혈성
환도상어류 2종은 일종의 향류(向流) 열교환기 역할을 하는 변형된 순환계를 갖고 있으며, 이를 통해 신진대사열을 유지한다. 악상어류(악상어과) 상어는 이와 비슷한 상동 구조를 갖고 있으며, 좀더 발달된 형태를 띠고 있다. 이 구조는 혈관에 촘촘한 망상 조직을 갖고 있어서, 상어 몸 안쪽으로 신진대사열을 전달하며, 체온을 유지하고 조절할 수 있도록 한다.

## 생식
환도상어류의 번식기는 뚜렷하게 관찰되는 바가 없다. 수정과 태아 발달은 배 안에서 이루어진다. 이 난태생을 통해 태어나는 새끼는 가장 잘 발달한 경우에도 15cm에 불과하다. 성장 속도가 느리고, 큰눈환도상어의 수컷은 7~13년, 암컷은 8~14년이 걸린다. 수명은 20년 이상으로 추측하고 있다.

## 보존
국제 자연 보호 연맹(IUCN)은 최근에 환도상어 3종 모두를 멸종 취약종으로 지정했다.

## 같이 보기
- 상어고기